# 애자 (영화)
"애자"는 대한민국의 정기훈 감독이 제작한 영화이다. 한 소설가의 어려운 생활을 다루었다.

## 캐스팅
- 최강희 - 박애자 역
- 김영애 - 최영희 역
- 배수빈 - 홈쇼핑 PD, 양철민 역
- 최일화 - 동팔 역
- 성병숙 - 자갈치 아지메 역
- 사현진 - 현진 역
- 김재만 - 민석 역
- 송민지 - 순영 역
- 장영남 - 편집장 역
- 김시운 - 호정 역
- 윤주영 - 정아 역
- 정혜선 - 할매 스님 역
- 신정근 - 준원 역
- 오연아 - 민정 역
- 박상규 - 조중동 역
- 김성태 - 창완 역
- 이세랑 - 수의사 역
- 황은정 - 순이 역
- 이정준 - 홈쇼핑 AD 역
- 김학준 - 수술 스텝 2 역
- 리민 - 양계장 주인 역
- 주혜린 - 어린 애자 역
- 백승환 - 어린 민석 역
- 김미림 - 여고생 2 역
- 이지은 - 여대생 2 역
- 김경란 - 곱창집 할머니 역
- 김태환 - 양아치 역
- 이의선 - 학부형 1 역
- 이달형 - 학생주임 역
- 김C - 맞선남, 곽형구 역 (특별출연)

## 줄거리
박애자는 고등학교 시절에 부산의 톨스토이로 이름을 날렸다. 그녀는 소설가의 꿈을 안고 서울로 왔으나, 만난 사람은 지방신문 당선 경력이 있는 바람둥이 남자친구였다. 결국, 산더미 같은 빚만 안은 그녀는 스물 아홉살의 나이로 하루하루를 보내고 있다. 그러한 상황에서 그녀의 유일무이한 적은 바로 그녀의 어머니다.

눈만 뜨면 '소설 써서 속옷 한 장이라도 샀는가?'라고 구박하는 어머니에게 회심의 일격을 준비하고 있는 애자는 오빠의 결혼식에서 상상을 초월하는 이벤트를 벌였고 결혼식은 난장판이 된다. 그렇게 복수를 마치고 콧노래를 부르며 귀가하는 그녀에게 영희가 쓰러졌다는 연락이 오고, 병원으로 달려간 그녀에게 크게 놀라운 일이 기다리고 있었다.

## OST
- 시작된 동거
- 첫번째 채팅
- 갈등